# 滑雪登山
滑雪登山（简称），又称登山滑雪，是一项滑雪运动，根据上坡的陡峭程度，使用滑雪板或携带滑雪板攀登山峰，然后使用滑雪板下山。使用的设备主要有两类：一种是基于自由后跟的滑雪板和基于高山滑雪运动的滑雪板，其后跟在上坡时是自由使用，而在下坡时是固定的，该项目可以作为休闲运动或竞技运动进行训练。
竞技滑雪登山通常是一项定时竞赛活动，沿着既定的路线穿过具有挑战性的覆盖白雪的冬季高山，同时通过一系列检查站。参赛者使用户外滑雪设备和技术，依靠自己的力量攀爬和下降。更通俗的来说，滑雪登山是一项以不同方式结合滑雪旅游、泰勒马克式滑雪、户外滑雪和登山运动的活动。竞技滑雪登山运动在2026年冬季奥林匹克运动会上成为正式比赛项目。

## 历史
军事巡逻滑雪被认为是冬季兩項的前身，它在1924年冬季奥林匹克运动会成为正式比赛项目，在1928年、1936年和1948年冬季奥林匹克运动会上则是表演项目。
1992年至2009年，由法国、意大利、斯洛伐克、安道尔和瑞士的滑雪协会成立了国际阿尔卑斯滑雪竞赛委员会（CISAC）批准了欧洲滑雪登山锦标赛。随后，CISAC与国际滑雪登山竞技理事会合并，并于1999年举办滑雪登山比赛，2008年更名为國際登山滑雪總會（ISMF）。
在欧洲以外，世界级别的滑雪登山锦标赛始于2007年南美滑雪登山锦标赛和2007年亚洲滑雪登山锦标赛。2012年北美滑雪登山锦标赛是首届北美滑雪登山锦标赛，并受到美国滑雪登山协会（United States Ski Mountaineering Association）认可。
2017年7月，国际奥林匹克委员会宣布滑雪登山成为冬青奥会竞赛项目，并在瑞士洛桑举行的2020年冬季青年奧林匹克運動會上首次举行。2021年7月，滑雪登山运动将被列为2026年米兰科尔蒂纳冬奥会的可选项目，设男子短距离，女子短距离和混合接力三个小项。2021年10月，2026年冬奥会组委会宣布，该届冬奥会滑雪登山的比赛场地为度假胜地博尔米奥的斯特尔维奥滑雪中心。此外，这项运动还被定为在意大利都灵举办的2025年冬季世界大學運動會的可选项目。

## 主要赛事
- 世界级
  - 世界滑雪登山锦标赛
  - 滑雪登山世界杯
- 综合运动会
  - 冬季奥林匹克运动会滑雪登山比赛
  - 冬季青年奥林匹克运动会滑雪登山比赛
  - 世界大学生运动会滑雪登山比赛
  - 亚洲冬季运动会滑雪登山比赛
- 洲际赛事
  - 欧洲滑雪登山锦标赛
  - 北美滑雪登山锦标赛
  - 南美滑雪登山锦标赛